# Niphonyx
Niphonyx là một chi bướm đêm thuộc họ Noctuidae.

## Loài
- Niphonyx segregata (Butler, 1878)